# Michelangelo Naccherino

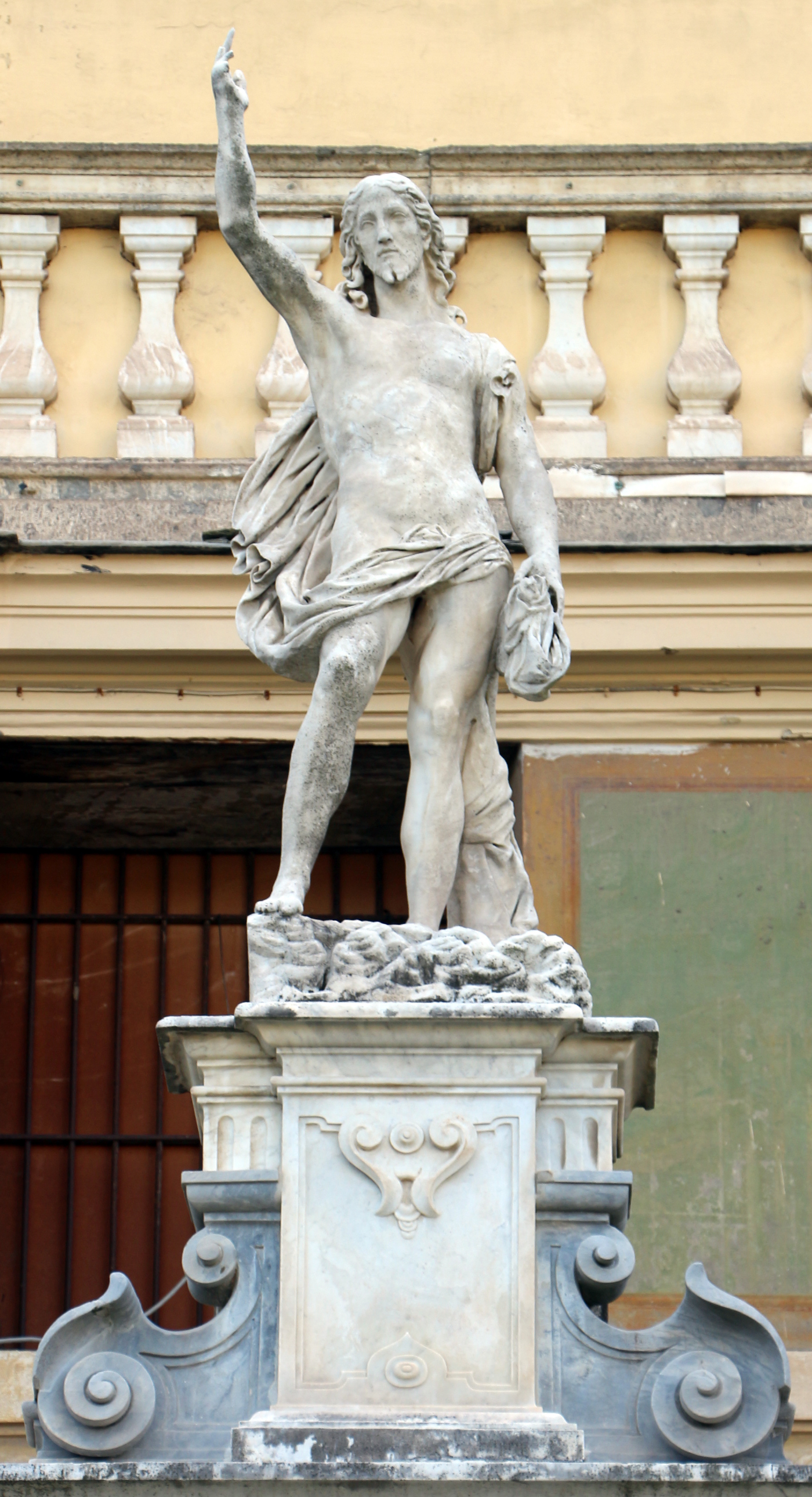
Kartause San Martino (Neapel): der auferstandene Christus.

Michelangelo Naccherino, eigentlich Michelangelo di Domenico (* 6. März 1550 in Florenz; † Februar 1622 in Neapel), war einer der bedeutendsten Bildhauer Süditaliens an der Grenze zwischen Renaissance und Barock.  

## Leben
Ausgebildet in Florenz, fiel Naccherino schon bald durch seine hohe Begabung auf. Weil er sich besonders an den Werken und der künstlerischen Auffassung des Michelangelo Buonarroti orientierte, wurde er von seinen Lehrern Giovanni Bologna und Vincenzo di Rossi schon in jungen Jahren Michelangelo Naccherino (der kleine Michelangelo) genannt. Trotz seines Talentes fand er in Florenz kaum Auftraggeber, weshalb er sich schon in jungen Jahren nach Süditalien orientierte. Um 1574 traf er in Neapel ein, wo er schon bald zum bedeutendsten Bildhauer der Stadt aufstieg. Er stand im Dienst des spanischen Vizekönigs und arbeitete für die bedeutendsten Männer der Stadt. Seine Werke waren so gefragt, dass er sogar Aufträge aus Sizilien, Kalabrien und Madrid erhielt. Selbst in Florenz wurde man nun auf ihn aufmerksam und bedachte ihn mit zahlreichen Aufträgen. Bekannt ist er vor allem durch seine Brunnenanlagen: den Neptunbrunnen in Neapel und die Fontana Pretoria in Palermo.  

## Ausgewählte Werke

### Skulpturen
- Berlin, Skulpturensammlung und Museum für Byzantinische Kunst
  - Die Geburt Christi (zugeschrieben)
- Florenz, Privatsammlung
  - Wachsbozzetto für eine Stützfigur für die Fontana di Santa Lucia in Neapel
- Florenz, Giardino di Boboli
  - Adam und Eva mit der Schlange. 1616
- Macomer, San Pantaleo
  - Kruzifix (zugeschrieben)
- Neapel, Chiesa del Gesù Nuovo (oder della Trinità Maggiore)
  - Pilgerbüste. um 1600
  - Der heilige Andreas. 1601
- Neapel, Palazzo Monte di Pietà
  - Pietà. 1601
- Neapel, Santa Maria del Popolo
  - Maria mit dem Kinde. um 1580
  - Grabmal des Ludovico Montalto. um 1600
- Rom, Privatsammlung
  - Kruzifix (zugeschrieben)

### Brunnen
- Neapel, Piazza Giovanni Bovio
  - Fontana del Nettuno. um 1600/01 (Zusammenarbeit mit Pietro Bernini)
- Palermo, Piazza Pretoria
  - Fontana Pretoria. um 1574 – 1581 (Zusammenarbeit mit Francesco Camilliani und Camillo Camilliani)